# Liste der Monuments historiques in Prévessin-Moëns
Die Liste der Monuments historiques in Prévessin-Moëns führt die Monuments historiques in der französischen Gemeinde Prévessin-Moëns auf.

## Liste der Bauwerke
| Bezeichnung         | Beschreibung                  | Standort | Kennzeichnung | Schutzstatus | Datum | Bild           |
| ------------------- | ----------------------------- | -------- | ------------- | ------------ | ----- | -------------- |
| Auferstehungskirche | Erbaut ab dem 13. Jahrhundert | (Lage)   | PA00116536    | Inscrit      | 1982  | weitere Bilder |

## Liste der Objekte
- Monuments historiques (Objekte) in Prévessin-Moëns in der Base Palissy des französischen Kultusministeriums